# The Very Best of Prince
The Very Best of Prince è un Greatest Hits del cantante e musicista statunitense Prince,
pubblicato nel 2001 dalla etichetta Warner Bros. L'album contiene la maggior parte dei suoi singoli di successo commerciale nelle loro modifiche radio del periodo 1979-1991, tra cui le hit # 1 negli Stati Uniti "When Doves Cry", "Let's Go Crazy", "Kiss" e "Cream".
The Very Best of Prince non include la hit # 1 negli Stati Uniti "Batdance" molto probabilmente dovuto alla concessione in licenza del personaggio di Batman. AllMusic suppone che l'album di Batman viene ufficiosamente ascritto alla sua discografia.

## Tracce
| Numero | Titolo                                 | Scrittore                           | Album originale                  | Durata |
| ------ | -------------------------------------- | ----------------------------------- | -------------------------------- | ------ |
| 1.     | I Wanna Be Your Lover (single edit)    | Prince                              | Prince (1979)                    | 2:58   |
| 2.     | 1999 (single edit)                     | Prince                              | 1999 (1982)                      | 3:37   |
| 3.     | Little Red Corvette                    | Prince                              | 1999 (1982)                      | 4:56   |
| 4.     | When Doves Cry (single edit)           | Prince                              | Purple Rain (1984)               | 3:47   |
| 5.     | Let's Go Crazy                         | Prince and The Revolution           | Purple Rain (1984)               | 4:40   |
| 6.     | Purple Rain                            | Prince and The Revolution           | Purple Rain (1984)               | 8:40   |
| 7.     | I Would Die 4 U (single version)       | Prince and The Revolution           | Purple Rain (1984)               | 2:56   |
| 8.     | Raspberry Beret                        | Prince and The Revolution           | Around the World in a Day (1985) | 3:32   |
| 9.     | Kiss (single edit)                     | Prince and The Revolution           | Parade (1986)                    | 3:46   |
| 10.    | Sign o' the Times (single edit)        | Prince                              | Sign o' the Times (1987)         | 3:42   |
| 11.    | U Got the Look featuring Sheena Easton | Prince                              | Sign o' the Times (1987)         | 3:47   |
| 12.    | Alphabet St.                           | Prince                              | Lovesexy (1988)                  | 5:38   |
| 13.    | Thieves in the Temple                  | Prince                              | Graffiti Bridge (1990)           | 3:21   |
| 14.    | Gett Off                               | Prince and The New Power Generation | Diamonds and Pearls (1991)       | 4:31   |
| 15.    | Cream                                  | Prince and The New Power Generation | Diamonds and Pearls (1991)       | 4:13   |
| 16.    | Diamonds and Pearls (single edit)      | Prince and The New Power Generation | Diamonds and Pearls (1991)       | 4:19   |
| 17.    | Money Don't Matter 2 Night             | Prince and The New Power Generation | Diamonds and Pearls (1991)       | 4:47   |

## Successo commerciale
L'album ha debuttato alla 66ª posizione nella classifica Billboard 200. In seguito alla morte di Prince, quindici anni dopo, è rientrato direttamente alla prima posizione, diventando il quinto album dell'artista in cima alla classifica americana.

## Classifiche

### Classifiche settimanali
| Classifica (2001-2016) | Posizione massima |
| ---------------------- | ----------------- |
| Australia              | 2                 |
| Austria                | 5                 |
| Belgio (Fiandre)       | 18                |
| Canada                 | 1                 |
| Danimarca              | 7                 |
| Finlandia              | 12                |
| Francia                | 8                 |
| Germania               | 5                 |
| Italia                 | 12                |
| Norvegia               | 2                 |
| Nuova Zelanda          | 1                 |
| Paesi Bassi            | 3                 |
| Portogallo             | 8                 |
| Regno Unito            | 2                 |
| Stati Uniti            | 1                 |
| Svezia                 | 4                 |
| Svizzera               | 1                 |

### Classifiche di fine anno
| Classifica (2016) | Posizione |
| ----------------- | --------- |
| Stati Uniti       | 14        |